# 阿塞德拉
阿塞德拉，是西班牙埃斯特雷马杜拉巴达霍斯省的一个市镇。总面积约83平方公里，总人口907人（2001年），人口密度11人/平方公里。